# Elecciones federales de México de 1970
Las elecciones federales de México de 1970 se llevaron a cabo el domingo 5 de julio de 1970, y en ellas fueron elegidos a nivel federal:
- Presidente de la República. Jefe de Estado y de Gobierno electo para un periodo de seis años no reelegibles en ningún caso, y que comenzó su gobierno el 1 de diciembre de 1970. El candidato electo fue Luis Echeverría Álvarez.
- 213 Diputados Federales. Miembros de la cámara baja del Congreso de la Unión, elegidos cada tres años, 178 electos de manera directa por cada distrito uninominal y los 35 restantes elegidos mediante un sistema de listas (Diputados de Partido).
- 60 Senadores. Miembros de la cámara alta del Congreso de la Unión, 2 por cada estado de la federación y por el Distrito Federal, electos de manera directa por un periodo de seis años que comenzó el 1 de septiembre de 1970.

## Designación del candidato presidencial del PRI
Entre los individuos considerados por el presidente Gustavo Díaz Ordaz para sucederle estaban Alfonso Corona del Rosal (Jefe del Departamento del Distrito Federal), Luis Echeverría Álvarez (Secretario de Gobernación) y Emilio Martínez Manautou (Secretario de la Presidencia).
De acuerdo a Jorge G. Castañeda, Díaz Ordaz tomó su decisión definitiva después de la masacre de Tlatelolco, en la cual el ejército asesinó a una multitud de estudiantes desarmados en la Ciudad de México tras meses de protestas estudiantiles en el país. La masacre fue un parteaguas en la historia mexicana, y la responsabilidad exacta de los funcionarios involucrados sigue siendo debatida, dado que muchos aseguran que el Secretario de Gobernación, Echeverría, fue quien ordenó a las tropas que dispararan contra los manifestantes.
En tanto las elecciones de 1970 se avecinaban, Díaz Ordaz "descalificó" tanto a Corona del Rosal como a Martínez Manautou de ser los candidatos presidenciales del PRI y, por tanto, sus virtuales sucesores: en el caso del primero, porque Díaz Ordaz temía que, luego de la masacre de Tlatelolco, Corona del Rosal sería rechazado por la población debido a su formación militar; mientras que en el caso de Martínez Manautou, fue percibido demasiado cercano a los grupos disidentes que habían participado en el movimiento de 1968.
Por tanto, Díaz Ordaz eligió a Echeverría, quien no tenía antecedentes militares pero había sido un indudable funcionario de la línea dura no sólo durante los eventos de 1968, sino durante toda la administración de Díaz Ordaz.
En un acto extraordinario, durante el Informe de Gobierno anual del 1 de septiembre de 1969, el presidente Díaz Ordaz asumió la plena "responsabilidad personal, ética, social, jurídica, política e histórica" por las decisiones del gobierno respecto a los eventos de 1968. Esto fue interpretado por varios como la señal definitiva de que el presidente había elegido a Echeverría para ser su sucesor, pues al asumir Díaz Ordaz plena responsabilidad por la represión, libraba a Echeverría de toda culpa. En efecto, dos meses después, el 8 de noviembre de 1969 el PRI nominó oficialmente a Echeverría como su candidato presidencial para las elecciones de 1970.
Antes de ser nominado como candidato presidencial, Echeverría nunca había ocupado un puesto de elección popular, dando inicio a una serie de candidatos presidenciales del PRI (y por tanto eventuales Presidentes de México) hasta 1993 que nunca habían contendido por un puesto de elección popular antes de recibir la nominación presidencial.

## Campaña
Además de ser nominado por el PRI, Echeverría también fue postulado por el Partido Auténtico de la Revolución Mexicana (PARM) y el Partido Popular Socialista (PPS), dos partidos pequeños que tradicionalmente habían funcionado como satélites del PRI. El coordinador de la campaña de Echeverría fue Alfonso Martínez Domínguez, quien además era Presidente nacional del PRI. El único candidato de oposición en la elección presidencial fue Efraín González Morfín, quien había sido diputado federal, postulado por el derechista Partido Acción Nacional (PAN) y que contó con el respaldo de la Unión Nacional Sinarquista (organismo que había perdido su registro legal como partido político en años anteriores).
Si bien Echeverría había pertenecido a la "línea dura"  de la administración de Díaz Ordaz, y había sido conocido como un discreto burócrata a lo largo de su carrera, tras recibir la candidatura cambió su imagen radicalmente, adoptando una retórica populista con los campesinos y los estudiantes; esto probablemente para desviar las acusaciones sobre su responsabilidad por la masacre de Tlatelolco; el historiador Enrique Krauze menciona que Echeverría se volvió "inmediatamente obsesionado con hacer olvidar a la gente que él lo había hecho".

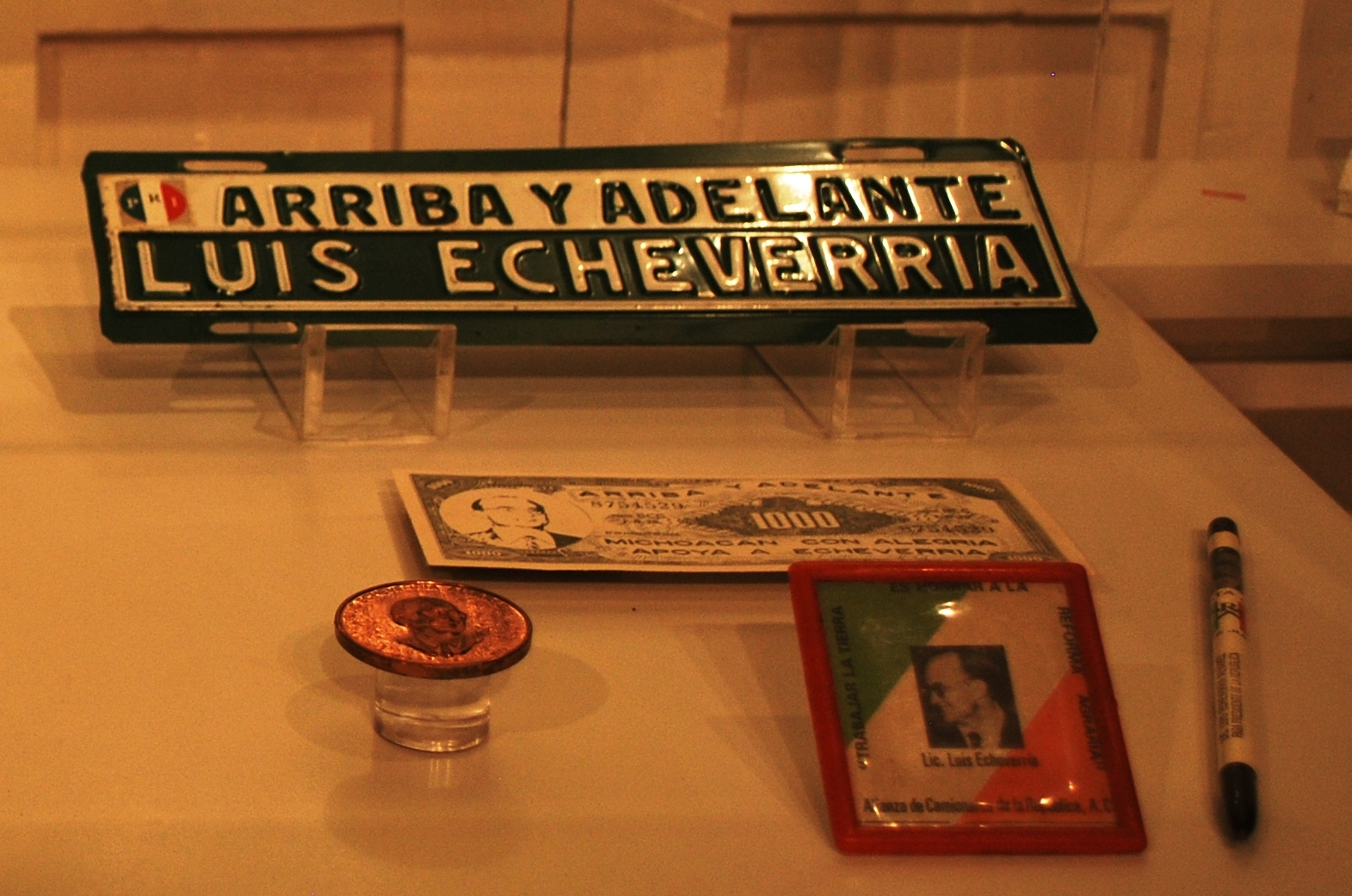
Objetos de la campaña de Echeverría.

Un incidente confuso en noviembre de 1969 (poco después de que Echeverría recibiera la candidatura presidencial del PRI) provocó una controversia nacional que casi motivó que Echeverría fuese reemplazado como candidato.
Durante una visita a la Universidad Michoacana de San Nicolás de Hidalgo (popularmente conocida como la "Universidad Nicolaita"), Echeverría dio un discurso que tuvo una recepción mixta entre los estudiantes presentes. Poco después de terminar el discurso y mientras el candidato se disponía a salir del recinto, uno de los estudiantes gritó pidiendo que todos los presentes guardaran un minuto de silencio por los estudiantes asesinados en Tlatelolco. Echeverría y sus colaboradores quedaron impactados, y él aceptó guardar el minuto de silencio "por los muertos, por los estudiantes y los soldados muertos en Tlatelolco", tras lo cual todos los presentes, incluido Echeverría, guardaron el minuto de silencio.

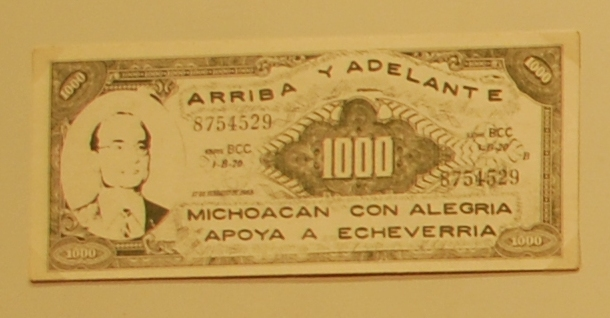
Bono de contribución para la campaña de Echeverría.

Los jefes militares, incluyendo al Secretario de Defensa Marcelino García Barragán, se indignaron por dicho incidente y expresaron su molestia al presidente Díaz Ordaz, a quien le dijeron que las Fuerzas Armadas ya no apoyarían a Echeverría y exigieron que fuera reemplazado por otro candidato. Sin embargo, Díaz Ordaz mantuvo su apoyo a Echeverría, quien al día siguiente dio un discurso en el cual alabó a las Fuerzas Armadas. A inicios de enero de 1970, Echeverría y García Barragán se reunieron en el rancho del segundo en Autlán para poner a un lado el conflicto de forma definitiva.
Tradicionalmente los candidatos presidenciales del PRI emprendían una amplia gira por el territorio nacional durante sus campañas, y Echeverría en particular visitó más de 900 localidades, fue visto en persona por 10 millones de mexicanos y recorrió más de 56,000 kilómetros en su autobús de campaña, al cual llamó "Miguel Hidalgo" como el prócer de la independencia. Llamaba la atención que Echeverría usualmente vistiera guayaberas en sus recorridos y actos de campaña.
Echeverría prometió que su gobierno no estaría orientado "ni a la derecha ni a la izquierda, sino hacia arriba y adelante". Las tensiones con los estudiantes continuaron, y en una ocasión Echeverría defendió el encarcelamiento de los estudiantes que habían participado en las protestas de 1968, declarando que "nadie había sido arrestado por escribir una novela o un poema, o por su manera de pensar". Echeverría también se declaró contrario a implementar políticas para disminuir la elevada tasa de crecimiento demográfico (en aquel entonces de 3.5% anual), declarando que el tamaño de las familias era "un asunto privado que deben decidir los padres" y que no era "un área apropiada para el Estado".
Se realizaron varias canciones para la campaña de Echeverría, de las cuales dos, "Corrido de Luis Echeverría" y "Arriba y Adelante", fueron grabadas por el popular cantante de música ranchera Francisco "Charro" Avitia.

## Resultados electorales
|  | 84.32 % |

|  | 13.77 % |

|  | 0.47 % |

|  | 0.16 % |

|  | 1.27 % |

|  | 100.00 % |

Fuente: Diario de debates del Congreso de los Estados Unidos Mexicanos.

### Por entidad
| Entidad                                                           | Echeverría     | Echeverría | González Morfín | González Morfín | No registrados | No registrados | Nulos   | Nulos  | Total      |        |   |       |
| Entidad                                                           | Votos          | %          | Votos           | %               | Votos          | %              | Nulos   | Nulos  | Total      | Votos  | % | Votos |
| ----------------------------------------------------------------- | -------------- | ---------- | --------------- | --------------- | -------------- | -------------- | ------- | ------ | ---------- | ------ | - | ----- |
| Entidad                                                           | Aguascalientes | 82,845     | 87.05%          | 11,959          | 12.56%         | 355            | 0.37%   | 0      | 0%         | 95.159 |   |       |
| Baja California                                                   | 207,126        | 73.28%     | 72,175          | 25.53%          | 374            | 0.13%          | 2,945   | 1.04%  | 282,620    |        |   |       |
| Baja California Sur                                               | 35,661         | 93.84%     | 2,023           | 5.32%           | 103            | 0.27%          | 211     | 0.55%  | 37,998     |        |   |       |
| Campeche                                                          | 90,018         | 97.44%     | 1,768           | 1.91%           | 269            | 0.29%          | 323     | 0.34%  | 92,378     |        |   |       |
| Chiapas                                                           | 442,335        | 98.91%     | 4,853           | 1.08%           | 0              | 0%             | 0       | 0%     | 447,188    |        |   |       |
| Chihuahua                                                         | 356,852        | 78.33%     | 83,120          | 18.24%          | 882            | 0.19%          | 14,709  | 3.22%  | 455,563    |        |   |       |
| Coahuila                                                          | 314,547        | 91.09%     | 30,350          | 8.78%           | 187            | 0.05%          | 207     | 0.05%  | 345,291    |        |   |       |
| Colima                                                            | 49,085         | 90.43%     | 5,005           | 9.22%           | 10             | 0.01%          | 175     | 0.32%  | 54,275     |        |   |       |
| Distrito Federal                                                  | 1,567,509      | 66.18%     | 696,641         | 29.41%          | 13,784         | 0.58%          | 90,563  | 3.82%  | 2,368,497  |        |   |       |
| Durango                                                           | 188,934        | 86.67%     | 28,895          | 13.25%          | 143            | 6.56%          | 0       | 0%     | 217,972    |        |   |       |
| Estado de México                                                  | 744,826        | 84,19%     | 134,949         | 15.25%          | 1,142          | 0.12%          | 3,753   | 0.42%  | 884,670    |        |   |       |
| Guanajuato                                                        | 459,328        | 80.74%     | 108,938         | 19.15%          | 56             | 0.009%         | 539     | 0.09%  | 568,861    |        |   |       |
| Guerrero                                                          | 451,436        | 95.63%     | 20,341          | 4.30%           | 242            | 0.05%          | 0       | 0%     | 472,019    |        |   |       |
| Hidalgo                                                           | 438,739        | 97.00%     | 12,798          | 2.82%           | 198            | 0.04%          | 561     | 0.12%  | 452,296    |        |   |       |
| Jalisco                                                           | 804,838        | 81.67%     | 167,629         | 17.01%          | 1,877          | 0.19%          | 11,037  | 1.12%  | 985,381    |        |   |       |
| Michoacán                                                         | 544,176        | 86.25%     | 82,909          | 13.14%          | 221            | 0.03%          | 3,603   | 0.57%  | 630,909    |        |   |       |
| Morelos                                                           | 163,512        | 90.17%     | 17,583          | 9.69%           | 22             | 0.01%          | 211     | 0.11%  | 181,328    |        |   |       |
| Nayarit                                                           | 129,067        | 80.03%     | 4,686           | 2.90%           | 27             | 0.01%          | 27,486  | 17.04% | 161,266    |        |   |       |
| Nuevo León                                                        | 360,328        | 83.65%     | 67,704          | 15.71%          | 1,040          | 0.24%          | 1,668   | 0.38%  | 430,740    |        |   |       |
| Oaxaca                                                            | 661,068        | 96.57%     | 23,465          | 3.42%           | 0              | 0%             | 0       | 0%     | 684,533    |        |   |       |
| Puebla                                                            | 568,028        | 84.76%     | 96,313          | 14.37%          | 381            | 0.05%          | 5,380   | 0.80%  | 670,102    |        |   |       |
| Querétaro                                                         | 133,480        | 90.35%     | 13,620          | 9.21%           | 43             | 0.02%          | 582     | 0.39%  | 147,732    |        |   |       |
| Quintana Roo                                                      | 32,069         | 97.86%     | 528             | 1.61%           | 3              | 0.009%         | 167     | 0.50%  | 32,767     |        |   |       |
| San Luis Potosí                                                   | 331,999        | 90.04%     | 35,947          | 9.74%           | 126            | 0.03%          | 625     | 0.16%  | 368,697    |        |   |       |
| Sinaloa                                                           | 269,202        | 94.29%     | 15,440          | 5.40%           | 282            | 0.09%          | 572     | 0.20%  | 285,486    |        |   |       |
| Sonora                                                            | 211,673        | 93.34%     | 14,714          | 6.48%           | 384            | 0.16%          | 0       | 0%     | 226,771    |        |   |       |
| Tabasco                                                           | 235,763        | 99.01%     | 2,355           | 0.98%           | 0              | 0%             | 0       | 0%     | 238,118    |        |   |       |
| Tamaulipas                                                        | 374,493        | 91.45%     | 34.209          | 8.35%           | 285            | 0.06%          | 512     | 0.12%  | 409,499    |        |   |       |
| Tlaxcala                                                          | 117,357        | 93.86%     | 7,098           | 5.67%           | 90             | 0.07%          | 35      | 0.02%  | 125,028    |        |   |       |
| Veracruz                                                          | 1,068,571      | 90.48%     | 84,422          | 7.14%           | 252            | 0.02%          | 27,668  | 2.34%  | 1,180,913  |        |   |       |
| Yucatán                                                           | 205,284        | 85.24%     | 35,546          | 14.76%          | 0              | 0%             | 0       | 0%     | 240,830    |        |   |       |
| Zacatecas                                                         | 261,556        | 90.74%     | 26,643          | 9.24%           | 37             | 0.01%          | 0       | 0%     | 288,236    |        |   |       |
| Total                                                             | 11,902,153     | 84.63%     | 1,944,626       | 13.82%          | 22,815         | 0.16%          | 193,539 | 1.37%  | 14,063,133 |        |   |       |
| Fuente: CEDE Archivado el 26 de junio de 2020 en Wayback Machine. |                |            |                 |                 |                |                |         |        |            |        |   |       |

## Elección legislativa

### Diputados
|  | 79.81 % |

|  | 80.70 % |

|  | 13.58 % |

|  | 13.72 % |

|  | 1.35 % |

|  | 1.03 % |

|  | 0.80 % |

|  | 0.03 % |

|  | 0.25 % |

|  | 0.24 % |

|  | 4.21 % |

|  | 4.28 % |

|  | 100.00 % |

|  | 100.00 % |

Fuente: Dictámenes del Colegio Electoral de la Cámara de Diputados.

### Cámaras
| Cámara de Diputados | Cámara de Diputados                         | Cámara de Diputados | Cámara de Diputados | Cámara de Diputados | Cámara de Senadores | Cámara de Senadores                         | Cámara de Senadores | Cámara de Senadores |
| Partido             | Partido                                     | Mayoría             | De partido          | Total               | Partido             | Partido                                     | Senadores           |                     |
| ------------------- | ------------------------------------------- | ------------------- | ------------------- | ------------------- | ------------------- | ------------------------------------------- | ------------------- | ------------------- |
|                     | Partido Revolucionario Institucional        | 170                 | 0                   | 170                 |                     | Partido Revolucionario Institucional        | 60                  |                     |
|                     | Partido Acción Nacional                     | 8                   | 20                  | 28                  |                     | Partido Acción Nacional                     | 0                   |                     |
|                     | Partido Popular Socialista                  | 0                   | 10                  | 10                  |                     | Partido Popular Socialista                  | 0                   |                     |
|                     | Partido Auténtico de la Revolución Mexicana | 0                   | 5                   | 5                   |                     | Partido Auténtico de la Revolución Mexicana | 0                   |                     |